# Rockstar New England
Rockstar New England, tiền thân là Mad Doc Software là một công ty phát triển trò chơi máy tính do Tiến sĩ Ian Lane Davis thành lập vào năm 1999. Công ty có trụ sở tại New England ở Andover, Massachusetts, phía bắc Boston, Mỹ.

## Tổng quan
Mad Doc Software ban đầu được thành lập bởi Tiến sĩ Ian Lane Davis, một chuyên gia về trí tuệ nhân tạo. Công ty kết hợp với kết nối mạng, đồ họa, và công nghệ AI vào các trò chơi của họ (Empire Earth II sử dụng Engine Mad Doc's Mad3D và công nghệ MadAI).

## Lịch sử

### Mad Doc Software

Logo đầu tiên của Mad Doc Software.

Tiến sĩ Davis bắt đầu thành lập Mad Doc Software ở Andover vào năm 1999 ngay trước khi di chuyển tới Lawrence một năm sau đó.
Năm 2001, Mad Doc hoàn thành trò Star Trek: Armada II cho hãng Activision, thêm vào tính năng chơi 3D, AI nâng cao và các tính năng khác. Nhóm Mac Doc cũng cung cấp một game đánh golf thuộc thể loại platform không dây cho điện thoại di động JAMDAT, cũng như thiết kế AI cho phần tiếp theo của trò chơi máy tính từ một nhà xuất bản phần mềm lớn.
Vào tháng 3 năm 2002, Mad Doc đã hoàn thành tựa game mô phỏng phi đội thời Thế chiến thứ II mang tên Jane's Attack Squadron. Vào mùa thu năm 2002, công ty phát hành tựa game Empire Earth: The Art of Conquest, bản mở rộng chính thức của Empire Earth thay cho Sierra Entertainment.
Tháng 11 năm 2003, Microsoft Game Studios cho phát hành tựa game Dungeon Siege: Legends of Aranna. Mad Doc đã phát triển một bản mở rộng cho Dungeon Siege có thêm nhiều tính năng mới và AI cải tiến. Công ty đã lọt vào vòng chung kết cho giải thưởng "Trò chơi nhập vai máy tính của năm" (Computer Role Playing Game of the Year) từ Viện Nghệ thuật và Khoa học Tương tác là nhờ bản mở rộng này.
Kế đến vào mùa xuân năm 2005, cho công ty phát hành Empire Earth II. Họ bổ sung thêm nhiều tính năng mới bao gồm AI cải tiến hiện thực môi trường được tăng cường, nhiều chế độ chơi mới và cải thiện hệ thống quản lý. Game đã giành được giải thưởng Sự lựa chọn của biên tập viên PC Gamer (PC Gamer Editor's Choice Award) và một điểm số đánh giá 94%. PC Gamer nói rằng game là "Vị vua mới của thể loại chiến lược thời gian thực".
Star Trek: Legacy, với sự pha trộn lời nhận xét trung bình dành cho bản Xbox 360 và sự tiêu cực nhận được cho bản máy tính.
Tựa game Empire Earth III của công ty đã là chủ đề của nhiều lời phê bình khắc nghiệt cũng như dấu chấm hết cho dòng game này, như GameSpot nói, "Empire Earth III đã lặng xuống điểm không thích hợp". Mad Doc ngay lập tức loại bỏ Empire Earth III từ danh sách game trên trang web của họ và bất kỳ dấu vết nào của nó.
Mad Doc là hãng đã tạo ra một hệ thống hàng hải xuyên quốc gia tự trị cho Bộ Quốc phòng Mỹ.
Mad Doc còn ký hợp đồng hợp tác với Propaganda Games và Threewave Software trong việc thiết kế bản đồ khác nhau cho tựa game năm 2008 Turok.
Ngoài ra, Mad Doc còn chuyển thể trò Bully của hãng Rockstar Vancouver sang hệ máy Xbox 360 (bản chuyển thể sang Wii do Rockstar Toronto thực hiện) dưới hình thức của bản Bully: Scholarship Edition.

### Rockstar New England
Ngày 4 tháng 4 năm 2008, Rockstar Games thông báo rằng họ đã mua lại studio và đổi tên nó là Rockstar New England. Kể từ khi mua lại, New England chủ yếu để giúp đỡ, hỗ trợ cho tất cả các studio của Rockstar và các tựa game tương ứng của họ. Studio đã bắt tay vào làm việc dưới tên gọi riêng của họ kể từ đó.

## Danh sách game
| Năm                         | Tên                                   |
| --------------------------- | ------------------------------------- |
| Khi là Mad Doc Software     |                                       |
| 2001                        | Star Trek: Armada II                  |
| 2002                        | Jane's Attack Squadron                |
| 2002                        | Empire Earth: The Art of Conquest     |
| 2003                        | Dungeon Siege: Legends of Aranna      |
| 2005                        | Empire Earth II                       |
| 2006                        | Empire Earth II: The Art of Supremacy |
| 2006                        | Star Trek: Legacy                     |
| 2007                        | Empire Earth III                      |
| Khi là Rockstar New England |                                       |
| 2008                        | Bully                                 |
| 2012                        | Max Payne 3                           |

## Giải thưởng
Khi còn là Mad Doc Software:
- Công ty được trông mong năm 2005 của ICIC-Inc.[10]